# مردی روی طناب
مردی روی طناب (انگلیسی: Man on a Tightrope) فیلمی فیلم نوآر محصول سال ۱۹۵۳ آمریکا به کارگردانی الیا کازان است. از بازیگران این فیلم می‌توان به فردریک مارچ، تری مور و گلوریا گراهام اشاره کرد. این فیلم توانست به سومین جشنواره بین‌المللی فیلم برلین راه پیدا کند. داستان فیلم بر اساس بر اساس رمانی با همین که به قلم نیل پترسون در سال ۱۹۵۲ به نگارش درآمده است توسط رابرت ای شروود به رشتهٔ تحریر کشیده شده‌است.
پترسون این داستان واقعی را، که اولین بار در مجله بین‌المللی رمان رخداد  منتشر شد، بر اساس داستانی آلمانی با عنوان فرار از سیرک برومباخ که در سال ۱۹۵۰ نوشته شده بود، بازنویسی کرد و کارمندان سیرک برومباخ در نسخه فیلم در نقش شخصیت‌های خودشان ظاهر شدند.

## خلاصه داستان
کارل سرنیک، یک کارمند سیرک در سال ۱۹۵۲ در چکسلواکی تلاش می‌کند تا سیرکوس، معشوقهٔ خود را، که پیش از شکل‌گیری دولت کمونیستاز خانواده اش جدا شده‌است، در کنار خویش نگه دارد. اندکی بعد دولت سرنیک را به عنوان مدیر سیرک انتخاب می‌کند، اما او با وخیم شدن اوضاع در سیرک در پی خروج کارگران، شغل او به تنش کشیده می‌شود و از سوی دیگر، از طرف دختر و همسرش مورد خیانت قرار می‌گیرد.

## بازیگران
- فردریک مارچ در نقش کارل سرنیک
- تری مور در نقش ترزا سرنیک
- گلوریا گراهام در نقش زاما سرنیک
- کامرون میچل در نقش جو ووسدک
- آدولف منجو در نقش فسکر
- رابرت بیتی در نقش باروویچ
- الکساندر دی آرسی در نقش رودلف
- ریچارد بون در نقش کروفتا
- پت هنینگ در نقش کنرادین
- پل هارتمن در نقش جارومیر
- جان دهنر به عنوان رئیس SNB